# Xã Smolan, Quận Saline, Kansas
Xã Smolan (tiếng Anh: Smolan Township) là một xã thuộc quận Saline, tiểu bang Kansas, Hoa Kỳ. Năm 2010, dân số của xã này là 775 người.